# Xanthorhoe dodata
Xanthorhoe dodata là một loài bướm đêm trong họ Geometridae.